# Prostoskrzydłe Litwy
Prostoskrzydłe Litwy, ortopterofauna Litwy – ogół taksonów owadów z rzędu prostoskrzydłych, których występowanie stwierdzono na terytorium Litwy.
Do 2012 roku na Litwie stwierdzono występowanie 41 gatunków z 5 rodzin. Rekord dotyczący kolejnego gatunku jest niepewny, a dwa inne wykazano błędnie. Jeden gatunek uznano za lokalnie wymarły, gdyż nie był notowany od 1925 roku.

## Prostoskrzydłe długoczułkowe(Ensifera)

### Pasikoniki(Tettigonoidea)

#### Pasikonikowate(Tettigoniidae)
Na Litwie stwierdzono 12 gatunków:
- Barbitistes constrictus – opaślik sosnowiec
- Bicolorana bicolor – podłatczyn dwubarwny
- Conocephalus dorsalis – miecznik łąkowy
- Decticus verrucivorus – łatczyn brodawnik
- Meconema thallasinum – nadrzewek długoskrzydły
- Metrioptera brachyptera – podłatczyn krótkoskrzydły
- Montana montana – podłatczyn stepowy
- Platycleis albopunctata – podłatczyn białoplamy
- Roeseliana roeselii – podłatczyn Roesela
- Pholidoptera griseoaptera – podkrzewin szary
- Tettigonia cantans – pasikonik śpiewający
- Tettigonia viridissima – pasikonik zielony

### Świerszcze(Grylloidea)

#### Świerszczowate(Gryllidae)
Na Litwie stwierdzono 3 gatunki:
- Acheta domesticus – świerszcz domowy
- Gryllus campestris – świerszcz polny
- Modicogryllus frontalis – świerszczyk szary

#### Turkuciowate(Gryllotalpidae)
Na Litwie stwierdzono 1 gatunek:
- Gryllotalpa gryllotalpa – turkuć podjadek

## Prostoskrzydłe krótkoczułkowe(Caelifera)

### Skakunowate(Tetrigidae)
Na Litwie stwierdzono 4 gatunki:
- Tetrix bipunctata – skakun dwuplamek
- Tetrix subulata – skakun szydłówka
- Tetrix tenuicornis – skakun cienkoczułki
- Tetrix undulata – skakun fałdowany

### Szarańczowate(Acrididae)
Na Litwie stwierdzono co najmniej 21 gatunków:
- Bryodemella tuberculatum – brodawnica brodawkowana (lokalnie wymarły, nienotowany od 1925 roku)
- Chorthippus albomarginatus – konik wszędobylski
- Chorthippus apricarius – konik ciepluszek
- Chorthippus biguttulus – konik pospolity
- Chorthippus brunneus – konik brunatny
- Chorthippus dorsatus – konik osiodłany
- Chorthippus mollis – konik sucholubny
- Chorthippus pullus – konik ciemny
- Chorthippus vagans – konik leśny
- Chrysochraon dispar – złotawek nieparek
- Euthystira brachyptera – złotawiec krótkoskrzydły (występowanie niepewne[1])
- Gomphocerippus rufus – mułek buławkowaty (błędnie wykazany[1])
- Myrmeleotettix maculatus – pałkowiak plamisty
- Oedipoda caerulescens – siwoszek błękitny
- Omocestus haemorrhoidalis – skoczek szary
- Omocestus rufipes – skoczek zmienny (błędnie wykazany[1])
- Omocestus viridulus – skoczek zielony
- Podisma pedestris – bezskrzydlak pieszy
- Pseudochorthippus montanus – konik długopokładełkowy
- Pseudochorthippus parallelus – konik wąsacz
- Psophus stridulus – trajkotka czerwona
- Sphingonotus caerulans – przewężek błękitny, przewężek niebieskawy
- Stenobothrus lineatus – dołczan wysmukły
- Stenobothrus stigmaticus – dołczan deresz
- Locusta migratoria – szarańcza wędrowna